# Hemistola orbiculosa
Hemistola orbiculosa là một loài bướm đêm trong họ Geometridae.